# Rodolfo Coria
Rodolfo Anibal Coria (Neuquén, 1º giugno 1959) è un paleontologo argentino, scopritore assieme ad alcuni suoi colleghi di numerose specie di dinosauri in Patagonia, in particolare l'Argentinosaurus e il Giganotosaurus carolinii.

## Biografia
Laureato in paleontologia e docente al Instituto Superior del Profesorado "Dr. Joaquín V. González", è stato fino al 2007 anche direttore del museo Museo Carmen Funes nella Provincia di Neuquén, in Argentina. Alla fine degli anni novanta è stato inserito dalla rivista statunitense Time fra i 50 leader latinoamericani più importanti del secolo. Ha scritto numerosi trattati scientifici ed ha classificato e descritto in particolare l'Argentinosaurus (con José Fernando Bonaparte), forse il più grande dinosauro erbivoro mai esistito, e il Giganotosaurus carolinii (con Leonardo Salgado), un dinosauro carnivoro delle dimensioni paragonabili al Tyrannosaurus rex.
Le scoperte in terra argentina dei resti di numerosi fossili sono state da lui descritte anche nel documentario Dinosauri - I giganti della Patagonia.
Dal 2005, le ricerche sui fossili preistorici di Coria si sono spostate nel continente antartico, dove sono stati scoperti numerosi fossili sepolti nei ghiacci e risalenti al periodo nel quale l'Antartide era situato in zone temperate. Un dinosauro che abitava l'Antartide è stato descritto e classificato da Coria nel 2013, ricevendo la denominazione di Trinisaura santamartaensis.